# Jimmy Michael
Jimmy (James) Michael, né le 18 août 1877 à Aberaman au Pays de Galles et mort le 21 novembre 1904, est un cycliste sur piste britannique des années 1890-1900. Il est professionnel de 1895 à 1904. Durant sa carrière, il a pour entraîneur Choppy Warburton et s'entraine avec l'assistance d'Arthur Linton. Il devient professionnel en 1895, et remporte la même année le championnat du monde de demi-fond à Cologne. Après la mort de Lipton, il émigre aux États-Unis, pour y battre des records et gagner une fortune. Il cesse le cyclisme, devient jockey et propriétaire d'un écurie de chevaux de courses. L'entreprise fait faillite et il décide de retourner à New York. Il meurt le 21 novembre 1904 d'un delirium tremens dans le transatlantique La Savoie lors d'une traversée le ramenant à New York.

## Origines
Jimmy Michael mesurait 1 mètre 56. Il est né à Aberaman, Rhondda Cynon Taf au Pays de Galles. Ses parents ont une boucherie dans sa ville de naissance et il commence la pratique du vélo vers 12 ans. Ses premiers succès ont lieu lors des rencontres sportives organisées entre Glynneath et Mountain Ash. Il continue à gagner lors de plus grandes réunions à Cardiff, Newport et Merthyr Tydfil. Il remporte également le championnat gallois organisé sur cinq et 50 miles.
Il participe ensuite à une course (la  Surrey Hundred) sur le vélodrome de Herne Hill. Il remporte la course en 4 h 19 min 39 s avec sept minutes d'avance sur le deuxième. Il bat le record de l'épreuve et sa performance lui offre deux contrats pour participer à des courses à Paris.

## Carrière professionnelle
En 1895, Michael bat le record des 100 km au vélodrome de l'Est en 2 h 20 min 25 s 4/5.
Michael devient professionnel en 1895 pour la société de vélos Gladiator, où il rejoint Arthur Linton, un autre coureur de sa ville. Les deux sont entraînés par Choppy Warburton, connu pour utiliser des pratiques se rapprochant du dopage. Michael devient la même année à Cologne champion du monde de demi-fond professionnel et il égale le record de Linton sur 50 kilomètres. Linton étant dans une mauvaise année, leur relation s'est détériorée. Le frère de Linton, Tom ajoute quelques commentaires en 1896, qui poussent Michael à envoyer une lettre à la presse : 
« Voyant que Tom Linton s'est vanté dans les journaux du Pays de Galles du Sud qu'il peut me battre, et qu'il est disposé à le faire à tout moment, et aussi que son frère Arthur était 'champion du monde' je suis prêt à les affronter [...] à Buffalo ou sur le vélodrome d'hiver à Paris. Je suis prêt à affronter n'importe quelle personne dans les mêmes conditions, je suis le véritable champion du monde de demi-fond, ce qui n'est pas le cas d'Arthur Linton. »
Le match n'a jamais pu avoir lieu. Arthur Linton meurt en juin de cette même année, six semaines après avoir remporté Bordeaux-Paris. La cause officielle du décès est la fièvre typhoïde, mais les observateurs supposent qu'il s'agit plutôt des conséquences du dopage pratiqué par Warburton.
Il se rend aux États-Unis où il amasse des fortunes. Sa fortune augmente régulièrement, jusqu'à 200 000 francs par an, selon Pierre Chany. Étant aux États-Unis, il manque les championnats du monde de 1896 organisé au Danemark. Un autre historien écrit :
« Michael ... a signé un contrat au début de la saison 1898 lui garantissant 2 500 $ pour chacune des neuf courses contre ses principaux rivaux, y compris Major Taylor, soit un revenu total de 22 500 $, une somme énorme. Les fabricants sont prêts à dépenser des grosses sommes d'argent pour embaucher des coureurs stars pour faire la publicité de leurs bicyclettes et de leurs pneus, et les spectateurs suivent en payant les accès aux vélodromes. Michael dit à un journaliste qu'il avait l'intention de gagner 30 000 $ entre juillet et septembre 1898 ».
Michael perd presque l'ensemble de sa fortune en 1899 lors de jeu de hasard et en devenant jockey et propriétaire d'une écurie de chevaux de courses, après avoir été convaincu par Fernand Charron, avec qui il était ami. Les années suivantes, il reprend le cyclisme, mais sans obtenir les mêmes résultats. En 1903, lors d'une course à Berlin, il chute à près de 60 km/h et subit des blessures graves à la tête dont il ne se remettra jamais. Après l'accident, il commence à boire en compagnie du coureur franco-suisse Jean Gougoltz. 
Walter Rütt, le champion du monde de sprint en 1913, déclare dans un entretien que Jimmy Michael a commencé à boire en raison d'éternels maux de tête qui ont suivi sa chute à Berlin. En novembre 1904, Michael négocie une dernière série de courses aux États-Unis, qui, il espère vont lui permettre de rétablir sa santé physique et financière. Il meurt le 21 novembre 1904 d'un delirium tremens dans sa cabine du transatlantique La Savoie lors de la traversée. La cause officielle de sa mort est une fièvre causée par la fatigue. En fait, il est plus sûrement mort d'un accident vasculaire cérébral dû à l'alcool. Son ami, le coureur suisse Jean Gougoltz empêche que son corps ne soit jeté à la mer et le fait transporter à ses frais,. Il est inhumé au cimetière de Greenwich.
L'artiste français Henri de Toulouse-Lautrec réalise une lithographie du pistard gallois pour servir de publicité à l'entreprise Simpson. Toulouse-Lautrec est un fan de vélo et se rend souvent aux vélodromes de Paris. En 1896, il réalise à Londres des croquis du Gallois avant de les terminer à Paris. Le groupe Simpson rejette finalement le dessin de Lautrec en raison de détails techniques. Néanmoins, 200 exemplaires de l'affiche sont imprimés. Le Musée national du Pays de Galles en achète un exemplaire dans les années 1960.
Michael a été intronisé au Temple de la renommée des sports du pays de Galles.
Il était surnommé « le petit prodige ».

## Palmarès
- Cologne 1895
  -  Champion du monde de demi-fond
- 1902
  - 3e du championnat d'Europe de demi-fond

## Sources
- Encyclopédie mondiale du cyclisme (Pascal Sergent - Editions de Eecloonaar)
- Patrimoine du Rhondda Cynon Taf - Aberaman
- (de) Biographie de Jimmy Michael sur cycling4fans.de
- Article de Victor Breyer, « La Vie au grand air » du 20 octobre 1901 page 623-625